# 二徵夫人郡
二徵夫人郡（越南语：／）是越南首都河內市下轄的一個郡。河內前四大中心郡之一，面积9.62平方公里，2018年总人口318000人。

## 名称来源
二徵夫人郡得名于越南民族姐妹英雄—徵氏姐妹。

## 地理
二徵夫人郡东接龙编郡，西接栋多郡，西南接青春郡，南接黄梅郡，北接还剑郡。

## 历史
1954年11月4日，河内市区划分为第一、二、三、四郡，二征夫人郡区域隶属第一郡、第四郡管辖。
1958年，市区4郡重划为12区庯，二征夫人郡区域分为二征夫人区庯、七亩区庯、行楛区庯和白梅区庯。
1959年，七亩区庯并入二征夫人区庯。
1961年5月31日，河内市区重划为4区庯，白梅区庯，二征夫人区庯第一块、第二块、第三块、第四块、第五块，第六块、第七块、第八块、第九块、第十块、第十一块、第十二块、第十三块、第十四块、第十五块、第十六块、第十七块、第十八块、第十九块、第二十块、第二十一块、第二十二块、第二十三块、第二十四块、第二十五块、第二十六块、第二十九块、第三十块、第三十一块、第三十二块、第三十三块、第三十四块、第四十二块，行楛区庯第一块、第十二块、第十三块、第十四块，第十八块、第十九块、第二十块、第二十一块、第二十二块、第二十三块、第二十四块、第二十五块、第二十六块、第二十七块、第二十八块、第二十九块、第三十块、第三十一块、第三十二块、第三十三块、第三十四块、第三十五块、第三十六块、第三十七块、第三十八块、第三十九块组成新的二征夫人区庯。
1973年8月9日，青池县盛烈社甲八村、甲六村、黄文树社湘梅村和枚洞村部分区域划归二征夫人区庯管辖。
1974年8月31日，河内市调整市区行政区划，各区庯下辖小区域分设为小区，二征夫人区庯下辖51小区。
1981年1月3日，越南调整行政区划通名。还剑区庯更名为还剑郡。
1982年10月13日，以青池县黄文树社枚洞村和迷灶店析置枚洞坊，玛奇店划归湘梅坊管辖。
1984年3月14日，甲八坊析置新梅坊。
1990年10月26日，青池县黄文树社划归二征夫人郡管辖，并改制为黄文树坊。
2003年11月6日，枚洞坊、湘梅坊、新梅坊、甲八坊和黄文树坊5坊划归黄梅郡管辖。
2020年2月11日，裴氏春坊和吴时任坊部分区域并入阮攸坊，吴时任坊剩余区域并入范廷琥坊。
2024年11月14日，越南国会常务委员会通过决议，自2025年1月1日起，栋漠坊并入同仁坊，琼罍坊并入白梅坊，梂𧁶坊部分区域并入百科坊，梂𧁶坊剩余区域并入清闲坊。2025年，越南行政區劃改革後，河內市將廢除包括郡在內的所有縣級行政單位，改為省社二級制，4月20日，河内市人民委员会发布了关于乡级行政单位调整方案的通知，其中二征夫人郡廢除後，將改制為二征夫人坊、白梅坊和永绥坊3坊。

## 行政区划
二征夫人郡下辖15坊，郡人民委员会位于百科坊。
- 百科坊（Phường Bách Khoa）
- 白藤坊（Phường Bạch Đằng）
- 白梅坊（Phường Bạch Mai）
- 同仁坊（Phường Đồng Nhân）
- 同心坊（Phường Đồng Tâm）
- 黎大行坊（Phường Lê Đại Hành）
- 明開坊（Phường Minh Khai）
- 阮攸坊（Phường Nguyễn Du）
- 范廷琥坊（Phường Phạm Đình Hổ）
- 庯化坊（Phường Phố Huế）
- 瓊梅坊（Phường Quỳnh Mai）
- 清良坊（Phường Thanh Lương）
- 清閑坊（Phường Thanh Nhàn）
- 張定坊（Phường Trương Định）
- 永綏坊（Phường Vĩnh Tuy）

## 教育
二征夫人郡聚集有眾多越南名校，包括河內百科大學、河內國民經濟大學、河內土木工程大學和河內公共醫濟大學。